# Oliarus kaumuahona
Oliarus kaumuahona är en insektsart som beskrevs av Giffard 1925. Oliarus kaumuahona ingår i släktet Oliarus och familjen kilstritar. Inga underarter finns listade i Catalogue of Life.